# Elecciones estatales de Coahuila de 1987
Las elecciones estatales de Coahuila de 1987 se llevaron a cabo el domingo 25 de octubre de 1987, y en ellas se renovaron los siguientes cargos de elección popular en el Estado mexicano de Coahuila:
- Gobernador de Coahuila. Titular del Poder Ejecutivo del estado, electo para un periodo de seis años no reelegibles en ningún caso, el candidato electo fue Eliseo Mendoza Berrueto.
- 37 ayuntamientos. Compuestos por un Presidente Municipal y regidores, electos para un periodo de tres años no reelegibles para el periodo inmediato.
- Diputados al Congreso del Estado. Electos por mayoría relativa en cada uno de los Distrito Electorales.

## Resultados electorales

### Gobernador
| Partido                                       | Partido                              | Candidato | Candidato                     | Votos   | Porcentaje |
| --------------------------------------------- | ------------------------------------ | --------- | ----------------------------- | ------- | ---------- |
|                                               | Partido Acción Nacional              |           | Teresa Ortuño Gurza           | 49,066  | 14.4       |
|                                               | Partido Revolucionario Institucional |           | Eliseo Mendoza Berrueto Hecho | 278,570 | 81.9       |
|                                               | Partido Mexicano Socialista          |           |                               | 1,509   | 0.4        |
| Total                                         | Total                                | Total     | Total                         | 240,020 | 100.00     |
| Fuente: Instituto de Mercadotecnia y Opinión. |                                      |           |                               |         |            |

### Municipios
|                                               | Partido Acción Nacional                     | 1  |
|                                               | Partido Revolucionario Institucional        | 36 |
|                                               | Partido Auténtico de la Revolución Mexicana | 0  |
|                                               | Partido Demócrata Mexicano                  | 0  |
|                                               | Partido Mexicano Socialista                 | 0  |
|                                               | Partido Popular Socialista                  | 0  |
|                                               | Partido Revolucionario de los Trabajadores  | 0  |
|                                               | Partido Socialista de los Trabajadores      | 0  |
| Fuente: Instituto de Mercadotecnia y Opinión. |                                             |    |

#### Municipio de Saltillo
- Eleazar Galindo Vara  Hecho

#### Municipio de Torreón
- Heriberto Ramos Salas  Hecho

#### Municipio de Piedras Negras
- Santiago Elías Castro Escobedo  Hecho

#### Municipio de Monclova
- César García Valdés  Hecho

#### Municipio de San Pedro de las Colonias
- Javier Guerrero García  Hecho

#### Municipio de Nueva Rosita
- Javier Z. Cruz Sánchez  Hecho